# Эмануэль Лебрехт (князь Ангальт-Кётена)
Эмануэль Лебрехт Ангальт-Кётенский (нем. Emanuel Lebrecht von Anhalt-Köthen; 20 мая 1671, Кётен — 30 мая 1704, там же) — князь Ангальт-Кётена из династии Асканиев.

## Биография
Эмануэль Лебрехт — единственный сын князя Ангальт-Кётена Эмануэля и его супруги графини Анны Элеоноры Штольберг-Вернигеродской, родившийся спустя шесть месяцев после смерти отца. В течение 19 лет регентом при малолетнем князе Ангальт-Кётенском выступала мать Анна Элеонора. Эмануэль Лебрехт принял на себя бразды правления в Ангальт-Кётене в 1692 году.
Ещё в юности Эмануэль Лебрехт влюбился в Гизелу Агнессу фон Рат (1669—1740), представительницу ангальтской дворянской семьи лютеранского вероисповедания. Поначалу мать Анна Элеонора пыталась предотвратить неравный брак, отправив Гизелу Агнессу к сестре в Штадтхаген. Придя к власти, князь Эмануэль Лебрехт вернул невесту в Кётен и женился на ней «без лишнего шума» 30 сентября 1692 года.
Тайное морганатическое бракосочетание князя-реформата с незнатной дворянкой-лютеранкой вызвало протест со стороны реформатской церкви и княжеского дома. Ангальтские князья официально признали всех потомков мужского пола Эмануэля Лебрехта и Гизелы Агнессы только в 1698 году, подтверждение от императора было получено в 1699 году. Вся княжеская и впоследствии герцогская линия Ангальт-Кётена происходит от этого брака по любви.
В 1694 году супруга Эмануэля Лебрехта была произведена в имперские графини и стала именоваться графиней Нинбургской. В 1699 году Эмануэль Лебрехт подарил ей в личное владение город Нинбург с окрестностями, куда Гизела Агнесса удалилась в 1715 году, когда к власти пришёл её сын Леопольд. В Нинбурге Гизела Агнесса до своей смерти в 1740 году принимала активное участие в жизни лютеранской общины и представляла её интересы в реформатском княжестве. При Нинбургском дворе в 1716 году сын Гизелы Агнессы Леопольд познакомился с Иоганном Себастьяном Бахом, что привело композитора в Кётен.
Эмануэль Лебрехт правил самостоятельно только двенадцать лет. В 33 года он умер и был похоронен в княжеской усыпальнице в кётенской церкви Св. Якова. В своём завещании он ввёл в Ангальт-Кётене примогенитуру, регентом при своём малолетнем наследнике он назначил свою супругу Гизелу Агнессу.

## Потомки
- Август Лебрехт (1693—1693)
- Леопольд (1694—1728), князь Ангальт-Кётена (1704—1728), женат на Фридерике Генриетте Ангальт-Бернбургской, затем на Шарлотте Фридерике Нассау-Зигенской
- Элеонора Вильгельмина (1696—1726), замужем за принцем Фридрихом Эрдманом Саксен-Мерзебургским (1691—1714), затем за герцогом Эрнстом Августом I Саксен-Веймарским (1688—1748)
- Август Людвиг (1697—1755), князь Ангальт-Кётена (1728—1755)
- Гизела Августа (1698—1698)
- Кристиана Шарлотта (1702—1745)